# Spiemont

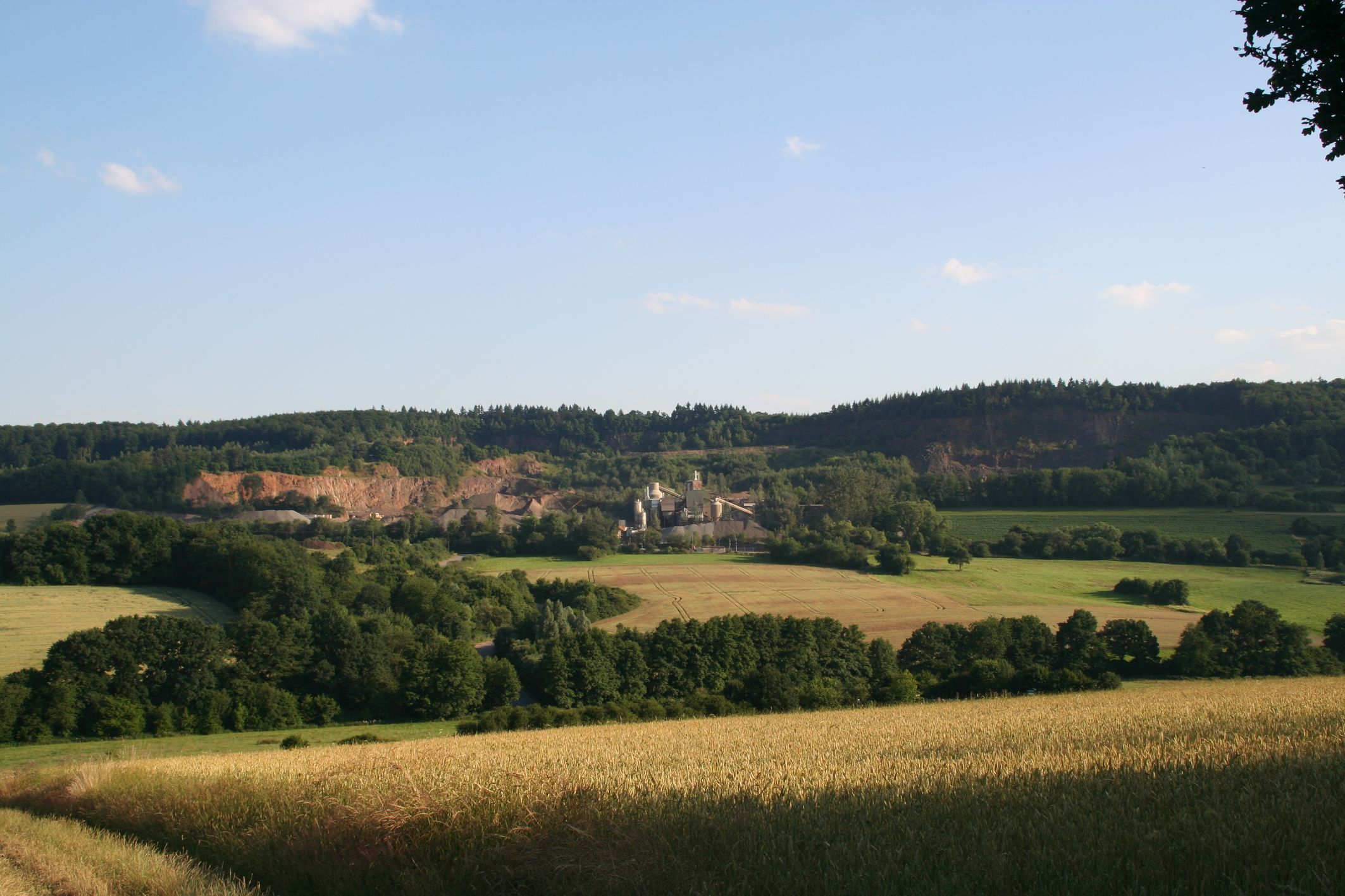
Blick zum Spiemont mit dem Steinbruch der BASALT AG

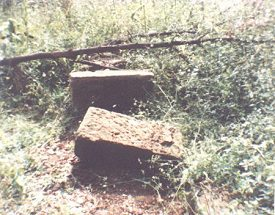
Mauertrümmer auf dem Spiemont

Der Spiemont ist ein Berg zwischen Oberlinxweiler und Niederlinxweiler, beides Ortsteile der Kreisstadt St. Wendel im Landkreis St. Wendel im (Saarland), auf dem sich eine vor- oder frühgeschichtliche Befestigungsanlage befand. Die komplexe geologische Struktur des Härtlings erlaubte nebeneinander Sand- und Hartsteinbruch sowie Kalk-, Kohle- und Kupfer-, Rötel und Achatabbau.

## Namen
Es gibt verschiedene Deutungen des Namens Spiemont. Ein früher etymologischer Versuch lässt ihn mit „spei mons“ im Römisch-Lateinischen wurzeln, was „Berg mit Aussichtswarte“ bedeutet. Der frühere saarländische Landeskonservator Alfons Kolling gab jedoch einer mittellateinischen Namenprägung den Vorzug: Analog zu anderen Geländenamen (Bsp. z. B. Litermont) würde danach „-mont“ (oder „-munti“) befestigter Berg heißen mit der Vorsilbe „Spie-“ bzw. „Spue-“ aus „specula“, was „Beobachtungsstelle“ oder „Warte“ bedeutet. Im Ergebnis hat der Spiemont seinen Namen also von seiner herausragenden Lage als Beobachtungspunkt für die umgebende Region.

## Geografische Lage
In der Literatur wird der Spiemont als „ost-west-gerichteter schmaler Riegel zwischen Ostertal und Bliestal“ bezeichnet. Der Berg steigt im Osten mäßig an aus einer Hochfläche, die seit alters „Ho(c)hfuhr“ heißt, über die eine Römerstraße von Trier nach Straßburg verlief.
Der Spiemont kulminiert bei Punkt 400,5 m ü. NN rund 140 Meter über der Talsohle, läuft dann in welliger Skyline weiter nach Westen, schnürt sich zu einem bisweilen scharfen Grat, bildet die Schloßberg-Kuppe, verbreitert sich wiederum etwas, um dann mit dem gegenüberliegenden Steinberg eine steile, enge Kerbe des Bliestals zu bilden, die die Einheimischen früher „Klaus“ nannte. Geographen sprechen von der „Linxweiler Pforte“. Hier zwängte sich der Fluss früher durch den harten Kuselit, für den Bau der Nahetalbahn zwischen 1857 und 1860 und den Neubau der B41 um 1970 wurde die Linxweiler Pforte dann aufgeweitet.

## Geschichte
Urkundlich wurde der Spiemont erstmals im Jahr 1328 erwähnt. In einer Urkunde heißt es, Graf Johann von Saarbrücken habe dem Erzbischof Balduin von Trier den Berg Spuyemont verkauft und als Lehen zurückerhalten. Er verspreche, von dem Berg her der nahen Feste St. Wendel keinen Schaden zuzufügen. Im Jahr 1355 hat dann Graf Johann von Saarbrücken bekundet, auf bestimmte Forderungen an den Bischof verzichten zu wollen, so auch auf „Hilfe des Baues auf dem Berge Spiemont“. Und 38 Jahre später wird dann ein Saarbrücker Bürger namens „Hans von Spiemont“ genannt und daraus auf Burg und Burgherrn geschlossen.
Laut Kolling ließen das ungewöhnliche Erscheinungsbild des Berges, seine Gestalt, sein Fels, seine Mineralien und die zwielichtige „Kulturbeschaffenheit“ aus ihm selbst ein Spekulations-Objekt werden. Frühestes Zeugnis dafür ist ein Bericht des saarbrückischen Kanzleibeamten J. C. Kilburger aus dem Jahre 1632. Der Ottweiler Untertan war von seinem Saarbrücker Vorgesetzten Joh. Andreae aufgefordert worden, Nachforschungen darüber anzustellen, was es mit den Trümmern und überhaupt mit dem Spiemont auf sich habe. In seinem Bericht, der in „Genealogia Saraepontana“ von Joh. Andrae 1638 abgedruckt wurde, gibt es zahlreiche Hinweise auf römische Steinbilder. So heißt es u. a.: „Uff der andern Seite am Berg gegen Oberlinxweiler haben die Alten viel hübsch geheuene Steine ausgehackt, davon noch etliche runde steinerne Säulen an Clossen Hansen Hauß zu sehen.“
Rund 200 Jahre später führte dann der im Jahr 1836 gegründete St. Wendeler Historische Verein eine erste Grabung am Spiemont durch. Am nordöstlichen Berghang wurden in der Flur „Auf Henschhof“ römerzeitliche Mauern in einer Ausdehnung von 150 Fuß ausgegraben, es wurden auch Säulenstücke, ein Steinrelief mit nacktem Knaben und Vogel, eine Wasserleitung und Münzen von Claudius 11. bis Licinius gefunden. Die Grabung ergab, dass das Gebäude wohl durch einen Brand zerstört worden ist.
1891 fand dann am östlichen Ende des Spiemonts in Flur Kalkofen eine weitere Ausgrabung in römischen Siedlungsresten statt. Wichtigster Fund war ein gut erhaltenes Badebecken, aus dem ein Bleirohr mit Bronzekappe und Klappverschluss hervorschaute. Neben „Töpfen und Ziegelsteinen“ wurde auch eine aus Sandstein hergestellte Statue ausgegraben. Zehn Jahre später, im Jahr 1901, vermaß das Rheinische Landesmuseum in Trier erneut die Mauern der Villa Henschhof.
Die letzte Grabung wurde dann in den Jahren 1979 und 1980 im Bereich der Burgstelle durchgeführt. Kolling kam zu dem Ergebnis, dass die festgestellten Graben-, Wall- und Terrassensystems dem üblichen Umfang keltischer Fliehburgen und Ringwälle entsprechen, und dass auch die Kleinfunde aus der späte Phase der Latènekultur stammen. Nachdem die keltischen Mauern verfallen waren, wurden auf ihren Fundamenten in spätrömischer Zeit zur Abwehr germanischer Überfälle eine Fliehburg errichtet. Dafür sprechen die gefundenen Spolien, Steine in zweiter Verwendung. Offenbar wurden Steine von Kult- und Grabmälern verwendet, um daraus Bausteine für die Fliehburg zu gewinnen. Mittelalterliche Bausubstanz wurde allerdings nicht gefunden.

## Sagen
Der Sage nach soll auf dem Schloßberg eine goldene Kutsche vergraben sein, deren Deichselknauf ein Hahn freischarren kann. Weiterhin soll es in dem Berg ein in den Fels gehauenes „Gewölbe“ geben, das angeblich zu der mittelalterlichen Burg gehört, und in das vor dem Ersten Weltkrieg ein Oberlinxweiler Bursche eingestiegen sein soll. Dabei handelt es sich wohl um einen Abbau- oder Mutungsstollen des ehemaligen Kupferbergwerks.

## Gesteinsabbau im Spiemont
Da sich auf dem Spiemont eine keltische Fliehburg befand, reichen die Ursprünge des Gesteinsabbaus im Spiemont wohl in diese Zeit zurück. Der erste neuzeitliche Beleg findet in der Zeit, als Oberlinxweiler zum Fürstentum Lichtenberg gehörte. In einem Gesuch baten die Oberlinxweiler Schöffen Herzog Ernst I. von Sachsen-Coburg-Saalfeld, im „herrschaftlichen Wald Spiemont genannt, an der Straße von Ober- nach Niederlinxweiler, einen Platz zum Steinbrechen weiterhin nutzen zu dürfen“. Dieser Platz sei ihnen schon zur Zeit des Fürsten von Saarbrücken durch die damalige Regierung angewiesen worden. Durch die Oberbürgermeisterei St. Wendel ließ Ernst I. das Gesuch mit der Begründung ablehnen, dass „für die Zukunft ein Erdfall sich ereignen könne, und dem Wald auch überdieß zu viel produktive Fläche entzogen werde“.
Der moderne Steinbruchbetrieb setzte dann im Jahr 1898 ein, als der Oberlinxweiler Lehrer Brandt in der Gewann Röhlenberg mit dem Gesteinsabbau begann. Im Jahr 1906 trat dann der Pflastermeister Friedrich Reinshagen aus Neunkirchen in den Steinbruch ein und erwarb ihn ein Jahr später. Im Jahr 1919 verkaufte Reinshagen den Steinbruch an die Firma Pfalz-Saarbrücker Hartstein-Industrie AG in Landau in der Pfalz. Heute gehört die Pfalz-Saarbrücker Hartstein-Industrie AG zur Basalt-Actien-Gesellschaft.